# كيم هوانغ-هو
كيم هوانغ-هو (هانغل: 김황호) هو لاعب كرة قدم كوري جنوبي في مركز حراسة المرمى، ولد في 15 أغسطس 1954 في كوريا الجنوبية. شارك مع منتخب كوريا الجنوبية لكرة القدم. أما مع النوادي، فقد لعب مع أولسان هيونداي.

## وصلات خارجية
- كيم هوانغ-هو على موقع دوري كوريا الجنوبية (الإنجليزية)
- كيم هوانغ-هو على موقع قاعدة بيانات كرة القدم.إي يو (الإنجليزية)
- كيم هوانغ-هو على موقع ناشيونال فوتبول تيمز (الإنجليزية)